# Dipelicus alveolatus
Dipelicus alveolatus är en skalbaggsart som beskrevs av Heller 1897. Dipelicus alveolatus ingår i släktet Dipelicus och familjen Dynastidae. Inga underarter finns listade i Catalogue of Life.